# Корма (Житомирская область)
Корма (укр. Корма) — село на Украине, основано в 1894 году, находится в Коростенской городской общине Житомирской области.
Код КОАТУУ — 1822381802. Население по переписи 2001 года составляет 126 человек. Почтовый индекс — 11534. Телефонный код — 4142. Занимает площадь 0,929 км².